# Merve Boluğur

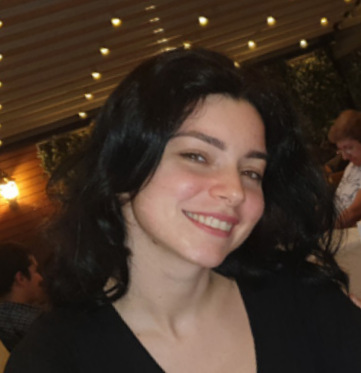
Merve Boluğur

Merve Boluğur (* 16. September 1987 in Istanbul) ist eine türkische Schauspielerin und Model.

## Leben und Karriere
Boluğur wurde am 16. September 1987 in Istanbul geboren. Ihr Debüt gab sie 2006 in der Fernsehserie Acemi Cadı. Danach spielte sie 2010 in Küçük Sırlar mit. Außerdem trat sie 2014 in Muhteşem Yüzyıl auf. Am 24. August 2015 heiratete Boluğur den türkischen Sänger Murat Dalkılıç. Das Paar ließ am 11. September 2017 scheiden. Außerdem wurde Boluğur für die Serie İçimdeki Fırtına gecastet. Am 2. Oktober 2022 heiratete sie Mert Aydın.

## Filmografie
Filme
- 2006: Keloğlan Kara Prens'e Karşı
- 2007: Gomeda
- 2008: Hoşçakal Güzin

Serien
- 2006–2007: Acemi Cadı
- 2007: Aşk Yeniden
- 2009: Kül ve Ateş
- 2010–2011: Küçük Sırlar
- 2011–2013: Kuzey Güney
- 2013–2014: Muhteşem Yüzyıl
- 2017: İçimdeki Fırtına